# Distretto di Kunszentmiklós
Il distretto di Kunszentmiklós (in ungherese Kunszentmiklósi járás) è un distretto dell'Ungheria, situato nella provincia di Bács-Kiskun.